# Bromek glikopironiowy
Bromek glikopironiowy (łac. glycopyrronii bromidum) – wielofunkcyjny organiczny związek chemiczny, czwartorzędowa sól amoniowa, z grupy inhibitorów receptorów muskarynowych (M1–M3), długodziałający wziewny lek rozszerzający oskrzela w przewlekłej obturacyjnej chorobie płuc (POChP), stosowany również w chorobie wrzodowej, znieczuleniu ogólnym, ślinotoku, nadmiernym poceniu oraz medycynie paliatywnej.

## Mechanizm działania
Bromek glikopironiowy jest długo działającym antagonistą receptorów muskarynowych (M1–M3) i wykazuje 4–5 razy wyższą selektywnością do receptorów M1 i M3 niż M2 (zgodnie z teoretycznymi przewidywaniami optymalny lek antymuskarynowy stosowany w leczeniu przewlekłej obturacyjnej choroby płuc (POChP) powinien być antagonistą jedynie receptorów M1 i M3). Poprzez wiązanie się z receptorami muskarynowymi hamuje cholinergiczne działanie acetylocholiny wydzielanej na zakończeniach nerwów przywspółczulnych oraz w mięśniach gładkich. Działanie obwodowe bromku glikopironiowego podobne jest do atropiny. Po 7 dniach wziewnego stosowania leku zostaje osiągnięty stan stacjonarny.

## Zastosowanie
- podtrzymujące leczenie rozszerzające oskrzela w celu łagodzenia objawów u dorosłych pacjentów z przewlekłą obturacyjną chorobą płuc[4]
- ciężka postać ślinotoku u dzieci i młodzieży w wieku od 3 lat z przewlekłymi zaburzeniami neurologicznymi[7]
- pierwotna nadmierna potliwość (bezpośrednio)[5]
- ogniskowa nadmierna potliwość dłoni i/lub stóp (jontoforeza)[8]
- zahamowanie nadmiernego wydzielania śluzu w oskrzelach oraz zmniejszenia objętości i kwasowości soku żołądkowego w premedykacji[5][9]
- zapobieganie bradykardii wywołanej pobudzeniem nerwu błędnego lub podaniem chlorku suksametoniowego podczas zabiegu operacyjnego[5][9]
- zablokowanie pobudzania odruchów sercowo–naczyniowych z nerwu błędnego podczas indukcji znieczulenia i intubacji[5]
- zapobieganie obwodowych działań muskarynowych po podaniu parasympatykomimetyków (takich jak neostygmina lub pirydostygmina) zastosowanych w celu odwrócenia blokady mięśniowo–nerwowej spowodowanej przez niedepolaryzujące środki zwiotczające[5][9]
- pomocniczo w chorobie wrzodowej żołądka w przypadku kiedy przeciwwskazane jest podanie leków doustnych lub konieczne jest natychmiastowe działanie antycholinergiczne[5]
- w nadmiernym wydzielaniu w drogach oddechowych lub śliny w medycynie paliatywnej (wskazanie pozarejestracyjne)[5][10]

Bromek glikopironiowy jest dopuszczony do obrotu w Polsce (2018), w postaci doustnej i wziewnej, zarówno jako preparat prosty (Seebri, Sialanar, Tovanor, Enurev), jak i w lekach złożonych z indakaterolem (Ultibro, Ulunar, Xoterna) oraz formoterolem i beklometazonem (Trimbow).

## Działania uboczne
Bromek glikopironiowy może powodować następujące działania niepożądane u ponad 10% pacjentów: zatrzymanie moczu, zaparcie, drażliwość, blokada nosa, zmniejszenie ilości wydzieliny w oskrzelach, a u ponad 1% pacjentów: zakażenia górnych dróg oddechowych, zapalenie płuc, zakażenie układu moczowego, pobudzenie, senność, krwawienie z nosa, wysypka, gorączka.